# Antimo Negri
Antimo Negri (Mercato San Severino, 25 febbraio 1923 – Roma, 28 aprile 2005) è stato un filosofo italiano.

## Biografia
Allievo di Antonio Aliotta, con il quale si è laureato a Napoli prima in Lettere e poi in Filosofia, ha sempre considerato come suo maestro Giovanni Gentile, di cui tuttavia non è stato direttamente un discepolo. L'intensità con cui Antimo Negri ha approfondito il pensiero gentiliano si è concretizzato dapprima nello studio dell'allontanamento di Michele Federico Sciacca dall'attualismo (1963) poi in testi quali: Giovanni Gentile (1975), L'estetica di Giovanni Gentile (1994) e Giovanni Gentile educatore (1996).
Innumerevoli sono gli scritti dedicati all'idealismo hegeliano, tra cui i saggi La presenza di Hegel. Ricerche e meditazioni hegeliane (1961) e Hegel nel Novecento (1987), e le traduzioni di opere hegeliane come La vita di Gesù e Le orbite dei pianeti. A queste traduzioni si aggiungono anche quelle di grandi classici del pensiero filosofico, economico e sociologico. Nel 1981 ha ricevuto il Premio San Gerolamo.
Ad Antimo Negri si deve anche la valorizzazione di alcune grandi personalità della cultura italiana, come quelle di Andrea Emo, Carlo Michelstaedter e Julius Evola. La sua carriera universitaria lo ha visto professore ordinario di Storia della filosofia in alcune delle più importanti università italiane: Bari, Perugia e Roma, dove ha lavorato presso l'Università degli studi di Roma Tor Vergata fino alla fine del suo incarico universitario, nel 1997. 
Nel corso della sua esperienza intellettuale è stato impegnato in un'intensa attività saggistica e pubblicistica, scrivendo sulle più importanti riviste culturali italiane e straniere, tra le quali: il «Giornale Critico della Filosofia Italiana», il «Giornale di Metafisica», «I Problemi della Pedagogia», «Rinascita della Scuola», «Dix-Huitième Siècle», «L'Enseignement Philosophique», «Studia Estetyczne», «Idealistic Studies». Ha collaborato con molti dei maggiori quotidiani nazionali: «Il giornale d'Italia», l'«Avanti», «Il Messaggero», «Il Sole 24 Ore», «Il Tempo» e «il Giornale».
Inoltre, ha diretto varie collane di testi filosofici per la Marzorati («Ricerche filosofiche», «Testi e interpretazioni»), la Seam («Filosofi italiani del '900», «Sentieri del giorno e della notte») e la Antonio Pellicani Editore («La storia e le Idee») e riviste come gli «Studi di storia dell'Educazione» della Armando Editore.
Il 28 aprile 2001 gli è stato assegnato, a Palermo, dall'Associazione internazionale di studi e ricerche Friedrich Nietzsche fondata da Alfredo Fallica, il «Premio Nietzsche».
Saggista sempre molto prolifico, negli ultimi anni ha continuato a pubblicare opere originali non solo nella scelta degli argomenti ma anche dei contenuti: il Discorso sopra lo stato presente degli italiani (2000), il De persona. L'indomabilità dell'individuo (2004) e Problema Europa. Unità politiche e molteplicità culturali (2005).

## Saggi
- Antimo Negri, Michele Federico Sciacca: dall'attualismo alla filosofia dell'integralità, Forlì, Edizioni di Ethica, 1963
- Antimo Negri, Attualismo e fenomenologia, Firenze, Sansoni, 1964
- Antimo Negri, Il positivismo, Milano, Manzorati, 1976
- Antimo Negri, Introduzione a Comte, Roma-Bari, Laterza, 1983
- Antimo Negri, Dialogo e consenso, Palermo, Sellerio, 1985
- Antimo Negri, Hegel nel Novecento, Roma-Bari, Laterza, 1987
- Antimo Negri, Julius Evola e la filosofia, Milano, Spirali, 1988
- Antimo Negri, L'inquietudine del divenire. Giovanni Gentile, Firenze, Le Lettere, 1992
- Antimo Negri, Interminati spazi ed eterno ritorno. Nietzsche e Leopardi, Le Lettere, 1994
- Antimo Negri, Nietzsche. La scienza sul Vesuvio, Roma-Bari, Laterza, 1994
- Antimo Negri, Leopardi. Un'esperienza Cristiana, Padova, Messaggero, 1997